# Whitley (Coventry)
Whitley es un suburbio del sur de Coventry en las West Midlands de Inglaterra, y un importante centro de la corporación automovilística británica Jaguar Land Rover.

## Iglesia Parroquial de St. James
De 1938 a 1951, el culto de la Iglesia de Inglaterra se había celebrado en la capilla situada en los terrenos de la abadía de Whitley. Antes de eso, los servicios se habían celebrado en varios lugares temporales. En 1951 se construyó e inauguró en Abbey Road una iglesia de doble uso. En 1967 se iniciaron las obras de una nueva iglesia y vicaría de St. James, junto al edificio anterior. La nueva iglesia se inauguró en 1968, y la antigua se convirtió en el salón parroquial.

## Abadía de Whitley
Hasta principios del siglo XIX, Whitley tenía su propia identidad en torno a una gran casa principal construida en el siglo XIV. Contrariamente a la creencia popular, era esta casa la que llevaba el nombre de "Abadía de Whitley" y no una residencia monástica. A lo largo de los siglos siguientes se realizaron varios cambios y ampliaciones en la casa, hasta que en 1924 se vendió toda la finca y la casa fue abandonada. En la década de 1950 se concedió permiso para construir en el solar la Whitley Abbey Comprehensive School, que más tarde fue demolida para dar paso a la Whitley Abbey Community School, más tarde llamada Whitley Business & Enterprise College. Recientemente fue reabierta por la Princesa Ana y ahora se llama Whitley Academy. Es una de las siete Academias RSA del país, todas ellas en West Midlands.

## Academia Whitley
La Academia Whitley (anteriormente Whitley Abbey Community School) abrió sus puertas el 13 de octubre de 2000, sustituyendo a la antigua Whitley Abbey Comprehensive School construida en la década de 1950, que fue una de las primeras escuelas integrales de Coventry. En julio de 2007, Whitley Abbey Community School se especializó en Negocios y Empresa y pasó a llamarse Whitley Abbey Business and Enterprise College. El 1 de julio de 2011, Whitley Abbey Business and Enterprise College se convirtió en una academia y pasó a llamarse "Whitley Academy". La nueva academia fue inaugurada formalmente el 13 de marzo de 2012 por Anne, Princesa Real y forma parte de la RSA.

## Fabricación de aviones
La fábrica original de la empresa Armstrong Whitworth Aircraft se encontraba en Whitley. A finales de la década de 1930, los edificios y el aeródromo asociado resultaron demasiado pequeños para los aviones modernos y la operación se trasladó al cercano Aeródromo de Baginton, actualmente Aeropuerto de Coventry. El avión bombardero Armstrong Whitworth Whitley recibió el nombre de la planta en 1935.

## Desactivación de bombas en Whitley Common
Durante la Segunda Guerra Mundial, Whitley Common se utilizó para eliminar de forma segura bombas sin explotar lanzadas por la aviación alemana. En octubre de 1940, el oficial del ejército británico Sandy Campbell murió aquí mientras se deshacía de una bomba tras el Blitz de Coventry.

## Zoológico de Coventry
Whitley fue la sede del Zoo de Coventry desde 1966 hasta 1980. Un complejo de ocio David Lloyd, construido originalmente en 1983, ocupa actualmente el lugar. 